# Chibuku
Chibuku é uma cerveja comercial de sorgo baseada nas tradicionais cervejas africanas caseiras Umqombothi, os principais ingredientes utilizados são o sorgo maltado e o milho, mas também pode conter painço.
O nome Chibuku vem do hábito de Max Heinrich de registrar todos os comentários dos consumidores e mudanças de processo em um livro e Chibuku é uma adaptação da palavra "livro". "Chi" é o prefixo da palavra "grande", em inglês "big", "buk" para "livro", em inglês "book", e a vogal final "u" pelo que a maioria dos substantivos africanos terminarem com a vogal "u"